# Conrad Bourgeois

Conrad Bourgeois (ca. 1895)

Conrad Bourgeois (* 18. Oktober 1855 in Grandson; † 8. September 1901 ebenda; heimatberechtigt in Grandson, Yverdon und Bonvillars) war ein Schweizer Forstwissenschaftler und Hochschullehrer.

## Leben
Conrad Bourgeois, Sohn des Landwirts Edmond Louis Emmanuel Maurice und der Sara Marie (geborene Pestalozzi), heiratete 1896 Eva Juliette Grenier, Tochter des Ingenieurs William Auguste.
Im Jahre 1877 erhielt er das Diplom zum Forstwirt am Eidgenössischen Polytechnikum in Zürich. Zwischen 1879 und 1883 war Bourgeois als Forstinspektor in Nyon sowie von 1884 bis 1889 in Orbe tätig. Anschliessend war er von 1889 bis 1901 Professor für Forstwissenschaft am Eidgenössischen Polytechnikum Zürich.
Des Weiteren war Bourgeois von 1895 bis 1901 Direktor der Schweizerischen Zentralanstalt für das forstliche Versuchswesen in Zürich, der heutigen Eidgenössischen Forschungsanstalt für Wald, Schnee und Landschaft in Birmensdorf und Davos. Bourgeois war von 1900 bis 1901 Präsident des Internationalen Verbandes forstlicher Versuchsanstalten, der heute International Union of Forestry Research Organizations genannt wird.
Bourgeois war an Forschung und Lehre im Bereich der forstlichen Entomologie beteiligt. Er schrieb Arbeiten über Baumschädlinge wie beispielsweise die Nonne. An der Schweizerischen Zentralanstalt für das forstliche Versuchswesen begann Bourgeois grosse und lang andauernde Untersuchungen über den Einfluss der Waldungen auf das Regime der Gewässer.